# François Petitjean
Pour les articles homonymes, voir Petitjean.
François Petitjean, dit François, né le 6 février 1741 à Vellexon (Haute-Saône), mort le 8 décembre 1794 sur l’île Sainte-Marguerite (commune de Cannes, Alpes-Maritimes), est un général de la Révolution française.

## États de service
Il entre en service le 27 mai 1756, comme soldat au régiment de Navarre et il sert en Hanovre de 1757 à 1762. Le 27 mars 1763, il passe au régiment de Boulonnais où il est nommé caporal le 1er juillet 1763, et en 1763 et 1764 il est envoyé en Amérique. De retour en France, il est affecté en Corse et il devient sergent le 4 août 1765, sergent-major le 7 juin 1776 et adjudant sous-officier le 1er février 1783.
Le 1er avril 1791, il est nommé sous-lieutenant à la compagnie Palasson du 79e régiment d'infanterie, et le 14 novembre 1791, il devient adjudant-major au 4e bataillon de volontaires de la Drôme. Il est fait chevalier de Saint-Louis le 15 avril 1792, et il passe lieutenant le 15 mai 1792, puis lieutenant-colonel en premier de son bataillon le 12 janvier 1793.
Envoyé à l'armée d'Italie, il reçoit son brevet de chef de bataillon à la 83e demi-brigade d’infanterie le 1er novembre 1793, puis il est promu général de brigade provisoire par les représentants en mission auprès de cette armée le 25 février 1794, dans la division du général Masséna. Le 2 avril, il commande la réserve lors de l'expédition d'Oneille, puis il participe à la bataille de Saorgio du 27 au 29 avril, avant de rejoindre la division Gentilli à Orméa en septembre 1794. Nommé commandant des îles Sainte-Marguerite et Sainte-Honorat, il meurt le 8 décembre 1794 sur l'île de Sainte-Marguerite.